# Сухорабовский сельский совет
Сухорабовский сельский совет (укр. Сухорабівська сільська рада) — входит в состав
Решетиловского района
Полтавской области
Украины.
Административный центр сельского совета находится в 
с. Сухорабовка.

## Населённые пункты совета
- с. Сухорабовка
- с. Березняки
- с. Подок